# Nesticus caverna
Nesticus caverna là một loài nhện trong họ Nesticidae.
Loài này thuộc chi Nesticus. Nesticus caverna được Willis J. Gertsch miêu tả năm 1984.